# Ignaz Reimann
Ignaz Reimann (ur. 27 grudnia 1820 w Wambierzycach, zm. 17 czerwca 1885 w Krosnowicach) – niemiecki muzyk kościelny i organista, nauczyciel i dobroczyńca. Jego najsłynniejszym utworem jest Msza Bożonarodzeniowa Pastorale C-dur (Christkindlmesse).

## Życiorys

### Dzieciństwo i młodość
Urodził się 27 grudnia 1820 roku w miejscowości pielgrzymkowej Wambierzyce (niem. Albendorf) na pruskim wówczas Śląsku, w hrabstwie kłodzkim, gdzie jego ojciec prowadził karczmę. Już od wczesnych dziecięcych lat wykazywał ciekawość i talent do muzyki. Kiedy miał zaledwie 8 lat uczestniczył w lekcjach gry na skrzypcach, których jego ojciec, muzyk kościelny, udzielał kilku chłopcom. Bardzo uważnie talent Ignaza śledził nauczyciel szkolny i kantor Florian Nentwig, który uczył go potem gry na organach. On też zachęcił go do zawodu nauczycielskiego. W wieku 10 lat Reimann opanował już sztukę gry na klawiaturze basowej organów i wyręczał swego nauczyciela w grze na organach w rodzinnym kościele. Zadziwiające umiejętności osiągnął również w grze na skrzypcach, jak również próbował z powodzeniem swych sił na wszystkich dostępnych mu instrumentach. W wieku lat 12 potrafił współgrać z każdym z muzyków orkiestry kościelnej.
Jego nauczyciel wcześnie wdrożył go do kopiowania nut. Czynił to szybko, dokładnie i czysto. Gdy miał lat 13, wspierał swego ojca w graniu muzyki tanecznej w gospodach, gdyż zapłata, którą otrzymywał on za grę w kościele nie wystarczała na utrzymanie całej rodziny. Wykorzystywał przy tym wszelkie przerwy w grze, aby studiować harmonię w utworach zapisanych w zeszytach, z których grali. Kontynuował tę pracę w domu, zestawiając ze sobą w nowych utworach głosy instrumentów dętych i smyczkowych; cieszył się, gdy na następnej zabawie tanecznej utwory te brzmiały czysto harmonicznie i podobały się słuchaczom. Te sukcesy wzmagały jego chęć tworzenia. Dzięki swojej niezwykłej pamięci muzycznej i absolutnemu słuchowi już jako młody chłopiec Reimann był w stanie każdy usłyszany krótki utwór muzyczny zagrać od razu na fortepianie, jak również zapisać go nutami. Umiejętność tę zawdzięcza swoim samodzielnym praktycznym studiom. Dopiero w latach późniejszych szczegółowo uzupełnił swą wiedzę z zakresu kontrapunktu studiując autodydaktycznie dzieła Turka i Beethovena.

### Studia nauczycielskie
Jeszcze przed rozpoczęciem nauki w seminarium nauczycielskim został Reimann powołany na zastępstwo na stanowisko nauczyciela pomocniczego we wsi Ołtaszyn koło Wrocławia. Pięć miesięcy później – w wieku 18 lat – wstąpił do Królewskiego Katolickiego Seminarium Nauczycielskiego we Wrocławiu, gdzie pobierał naukę w latach 1838–1841. Dokształcał się również muzycznie pod nadzorem Karla Schnabla, bratanka o wiele słynniejszego Josepha Ignaza Schnabla. Karl Schnabel, pełniący funkcję dyrektora muzycznego i kapelmistrza orkiestry katedralnej, przeniósł swojego utalentowanego wychowanka na stanowisko kierownika muzycznego seminarium. W tym okresie Reimann już komponował psalmy i inne utwory religijne, które studiujący z nim koledzy przepisywali i wysyłali do swoich ojczystych stron. Jego twórczość stała odtąd wyraźnie pod wpływem tzw. „szkoły wrocławskiej” muzyki liturgicznej i religijnej.

### Kariera nauczycielska
Od 1842 roku, po ukończeniu seminarium, przez 2 lata Reimann pełnił funkcję nauczyciela pomocniczego w szkole prowadzonej przez niezmiernie muzykalnego dyrektora Klessego we wsi Jaszkowa Dolna koło Kłodzka. Tam też większość swego wolnego czasu spędzał na wspólnym muzykowaniu z ludźmi o podobnych zapatrywaniach.
W 1845 roku dyrektor szkoły w Krosnowicach, Seidelmann, zaoferował ambitnemu i muzykalnemu nauczycielowi pomocniczemu stanowisko dyrygenta chóru kościelnego oraz posadę nauczyciela. Ofertę tę Reimann chętnie przyjął. Brak wówczas poważnych i dobrze brzmiących utworów religijnych sprawił, że za swoje życiowe zadanie uznał Reimann „przerzucenie pomostu” pomiędzy starą i nową muzyką kościelną. W 1851 roku został następcą Seidelmanna.
Ignaz Reimann był szanowany jako nauczyciel przygotowujący kandydatów do seminariów nauczycielskich. Przygotowywał młodych ludzi za niewielką opłatą a często również nie pobierał od ubogich żadnych opłat za mieszkanie i wyżywienie. Dzięki temu, że w swych działaniach pedagogicznych kładł wielką uwagę na połączenie teorii muzycznej z praktyką, kształceni przez niego kandydaci na nauczycieli, byli mile widziani w seminariach nauczycielskich. Również bardzo często otrzymywali pracę jako dyrygenci kompozytorzy i muzycy orkiestrowi.
Przez całe swoje życie cenił sobie Reimann przyjaciół i spotkania w wesołej kompanii. Był dobrym, serdecznym człowiekiem i wspaniałym rozmówcą. Jego dawni uczniowie często korzystali z jego ogromnej serdecznej gościnności a wśród grona pedagogicznego ten mały człowiek z wesołym okrągłym obliczem traktowany był jak patriarcha. Powszechnie nazywany był przez wszystkich „Ojciec Reimann” (niem. Vater Reimann).

### Ostatnie lata
Będąc już w podeszłym wieku, Reimann coraz częściej chorował. Po swym wyzdrowieniu z „gorączki nerwowej”, która na okres kwartału przykuła go do łóżka, kompozytor był dotknięty częściową głuchotą. Ta wada słuchu z biegiem lat się potęgowała, co w jego praktyce nauczycielskiej było istotną przeszkodą, a jeszcze bardziej przeszkadzało mu w działalności dyrygenckiej i praktycznym muzykowaniu. Jeśli chodzi o komponowanie, brak słuchu – aczkolwiek przysparzał mu cierpień fizycznych – nie był przeszkodą w tworzeniu muzyki. Ponieważ brak słuchu utrudniał mu rozmowy i ustne przekazywanie myśli, był w coraz większym stopniu skazany na częstsze, samotne pozostawanie w świecie swych myśli i idei. Dzięki swemu doskonałemu słuchowi muzycznemu Reimann był w stanie w trakcie komponowania pisać od razu na czysto pojedyncze głosy. Nieszpory na uroczystość Trójcy Świętej komponował niespełna 24 godziny.
W roku 1884 kompozytor przeżył atak apopleksji, po którym pozostało porażenie i częściowy paraliż lewego ramienia i ręki. Potem chorował na przewlekłe zapalenie płuc, w następstwie których miał ogromne trudności w oddychaniu i chodzeniu.
W wyniku tego po 45 latach pracy złożył prośbę o przeniesienie go w stan spoczynku. Prośba została przyjęta z dniem 1 lipca 1885 roku. Na 14 dni przed tym terminem gmina Krosnowice (Rengersdorf) przygotowała na cześć Reimanna wielką pożegnalną uroczystość, na którą zaproszono przyjaciół, uczniów i kolegów kompozytora. Jego plan, aby w spokoju spędzić emeryturę nie powiódł się. Trzy dni później, 4 lipca 1885 roku Reimann miał drugi, tym razem śmiertelny atak apopleksji. Kompozytor umarł 17 lipca 1885 roku. Jego pogrzeb dał wspaniałe świadectwo, jak wielu miał zwolenników i wielbicieli swej muzyki, którzy tłumnie przybyli, aby pożegnać mistrza.

## Życie prywatne

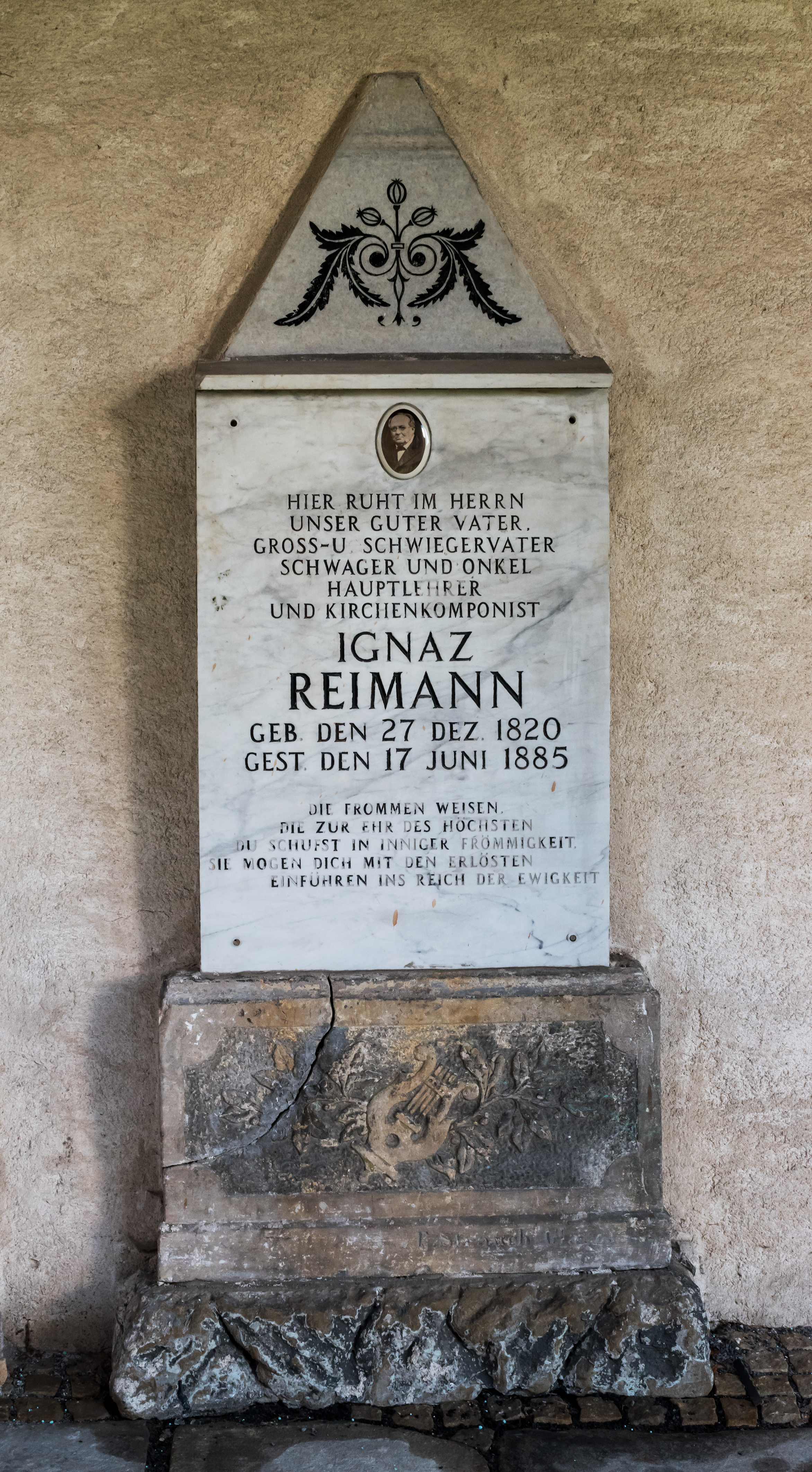
Nagrobek Ignaza Reimanna, Krosnowice

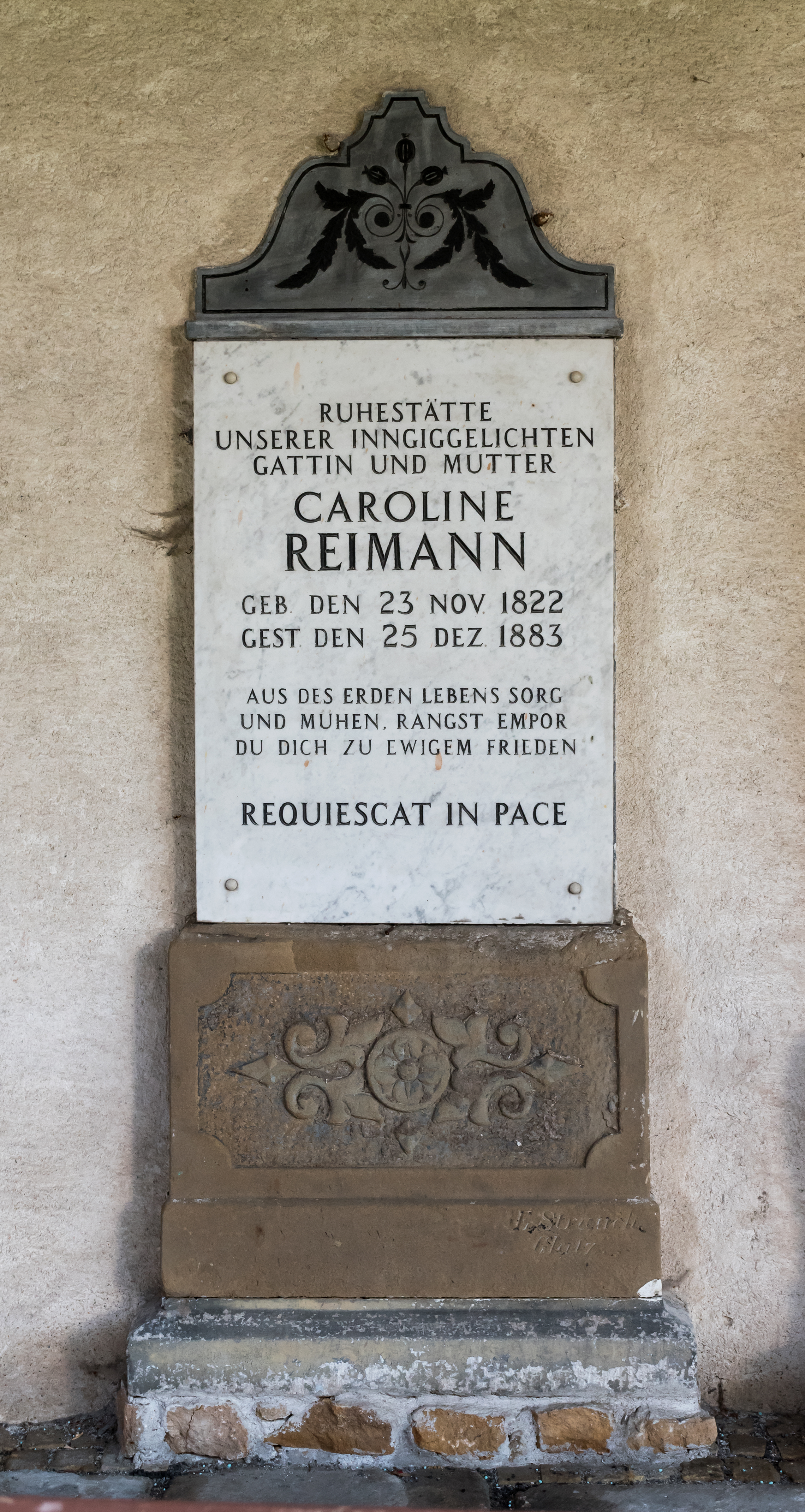
Nagrobek Caroline Reimann, Krosnowice

Ze swoją żoną, Caroliną (1822–1883), z którą przeżył szczęśliwie 35 lat, miał Reimann dwóch synów i córkę. Starszy syn, dr Heinrich Reimann, zyskał sobie sławę i uznanie jako muzykolog, królewski bibliotekarz i główny organista w Kościele Pamięci (Kaiser-Wilhelm-Gedächtniskirche) w Berlinie. Młodszy, Franz Reimann, był dyrektorem chóru i nauczycielem w Strzegomiu.

## Dzieła
Kompozycje Reimanna zyskały od razu wielkie uznanie i bardzo szybko rozpowszechniały się na Śląsku, w Bawarii, Czechach, Austrii, a nawet w dalekiej Ameryce. Ze wszystkich stron otrzymywał też kompozytor listy ze słowami podziękowania i zachęty do dalszej pracy. Dowodem ogromnej siły twórczej tego genialnego człowieka jest zestawienie jego wszystkich dzieł. Reimann skomponował:
a) Utwory religijne: 125 Mszy, 19 Requiem, 6 Te Deum, 117 Offertorium, 122 Graduale, 37 Litanii, 34 Salve, 33 Alma, 14 Ave Regina, 10 Regina coeli, 10 Asperges, 6 Vidiaquam, 5 Miserere, 88 Pieśni pogrzebowych, 7 Kantat, 6 Nieszporów i 2 kompozycje na Boże Ciało.
b) Utwory koncertowe: Uwertury, Marsze, Symfonie, Oratoria, Tańce, Utwory na chóry mieszane i męskie, Pieśni, Utwory solowe. Ponadto napisał Reimann podręcznik praktycznej harmonii i szkołę śpiewu, które niestety zachowały się tylko w rękopisach.
Do momentu śmierci kompozytora drukiem ukazało się zaledwie 160 różnych kompozycji. Spis jego dzieł wykazuje liczbę 800 numerów. Do tej liczby dochodzą również liczne utwory okolicznościowe, które sporządzał kompozytor każdorazowo na życzenie. Wiele jego dzieł wszelako zaginęło podczas wojny, wiele zostało wypożyczonych i nieoddanych. Z pewnością w jego ojczyźnie w kościelnych archiwach drzemie jeszcze wiele jego utworów.

## Krytyczne podsumowanie
Reimann żył bardzo skromnie i po śmierci nie pozostawił po sobie żadnego majątku. Mimo to wiele razy twierdził żartobliwie, że czuje się on człowiekiem bogatym. Już bowiem za swego życia otrzymywał pisemne dowody uznania ze strony duchowieństwa, jak również za wspieranie kształcenia kandydatów na nauczycieli. Niestety nie zdążył nacieszyć się odznaczeniami i dowodami uznania, jakie zamierzali przekazać mu przełożeni w czasie uroczystego pożegnania. Ten wielki talent muzyczny nie przywiązywał wagi do gromadzenia dóbr materialnych. W spadku pozostawił potomnym swe dzieła muzyczne dla chórów kościelnych o nieocenionej wartości i w tych dziełach będzie on zawsze żył.
Przyczyną jego materialnego niepowodzenia – w przeciwieństwie do wielu wówczas znanych muzyków i kompozytorów (jak np. Schubert czy Liszt) – jest z jednej strony jego skoncentrowaniu się w przeważającej mierze na utworach kościelnych, z drugiej zaś strony niezbyt wysokie wymogi techniczne: jego kompozycje odnosiły się do poziomu technicznego prowincjonalnych muzyków i chórzystów, których miał do dyspozycji. Dlatego mistrzom salonów koncertowych brakowało możliwości do popisu. Dodatkowo on sam rzadko pisał kompletne partytury, lecz przeważnie ograniczał się do pojedynczych głosów, które to w formie rękopisu hojnie użyczał i rozdawał innym, przez co nie sprawiały wrażenia utworów wysokiej wartości. Tak więc jego współczesnym brakowało bodźców, by je zbierać i szanować.

## Festiwal imienia Reimanna
Inauguracja wambierzyckiego festiwalu im. Ignaza Reimanna odbyła się 13 października 2002 roku. Inicjatorami tego muzycznego wydarzenia byli: Stanisław Paluszek (organista bazyliki w Wambierzycach), dr Siegmud Pchalek (niemiecki biograf Reimanna), ks. Ryszard Szkoła (kustosz bazyliki) oraz Clemens Tommek (Niemcy). Festiwal od samego początku miał charakter międzynarodowy. Podczas pierwszej jego edycji zaprezentowali się artyści z Polski, Czech i Niemiec. Wykonali oni wówczas wspólnie jedną z najbardziej znanych kompozycji Ignazego Reimanna Pastoralmesse C-dur, tzw. (niem.) Christkindlmesse. W latach późniejszych podczas imprezy prezentowali się również artyści z innych zakątków Europy. Corocznie odbywający się Festiwal Reimanna to również okazja do spotkań ze znakomitymi gośćmi związanymi z muzyką bądź z samym kompozytorem i jego twórczością. Obecnie koncerty w ramach festiwalu odbywają się nie tylko w Wambierzycach, Krosnowicach i Radkowie, ale i w całym rejonie, po obu stronach granicy z Czechami.